# Opopaea ectognophus
Opopaea ectognophus là một loài nhện trong họ Oonopidae.
Loài này thuộc chi Opopaea. Opopaea ectognophus được miêu tả năm 2007 bởi Harvey & Edward.